# 雷西奧 (阿肯色州)
雷西奧（英語：Ratio）是位於美國阿肯色州菲利普斯縣的一個非建制地區。該地的面積和人口皆未知。

## 地理
雷西奧的座標為34°15′40″N 90°55′55″W / 34.26111°N 90.93194°W，而該地的平均海拔高度為50米（即164英尺）。